# Gone Not Around Any Longer
Gone Not Around Any Longer (hangeul: 있다 없으니까) è il secondo singolo della sotto-unità del gruppo musicale sudcoreano Sistar, Sistar19, pubblicato nel 2013 dall'etichetta discografica Starship Entertainment insieme a LOEN Entertainment.

## Il disco
Il 24 dicembre 2012, la Starship Entertainment rivelò che le SISTAR19 avrebbero pubblicato il loro secondo singolo nel mese di gennaio 2013. Il 24 gennaio furono pubblicate delle foto, in cui veniva rivelato il 31 gennaio come data di uscita. Il 28 gennaio 2013 venne diffuso il teaser, mentre il 31 venne pubblicato il singolo completo con il video del brano "Gone Not Around Any Longer"; al video musicale partecipa anche l'attore Ahn Jae-hyun. Il singolo fu un immediato successo, facendo ottenere al duo due all-kill. Inoltre, la canzone guadagnò la prima posizione nella Billboard "Korea K-Pop Hot 100". Il 7 febbraio 2013 fu pubblicato il video di prova del pezzo "Gone Not Around Any Longer".
Le promozioni iniziarono il 31 gennaio, lo stesso giorno dell'uscita del disco. Il brano "Gone Not Around Any Longer" fu utilizzato come traccia promozionale nelle loro performance nei programmi M! Countdown, Music Bank, Show! Music Core e Inkigayo. Assieme alla title track, fu scelto anche il brano "SISTAR19" per far parte delle loro performance. Il 7 febbraio 2013, le SISTAR19 vinsero nel programma M! Countdown.

## Tracce
1. SISTAR19 – 0:46 (Brave Brothers)
2. Gone Not Around Any Longer (있다 없으니까) – 3:37 (testo: Brave Brothers – musica: Brave Brothers, Elephant Kingdom)
3. A girl in love (나도 여자인데) – 3:08 (testo: Brave Brothers, Chakun – musica: Brave Brothers)
4. Ma Boy – 3:19 (testo: Brave Brothers, War of the Stars – musica: Brave Brothers)
5. Gone Not Around Any Longer (있다 없으니까) (Inst.) – 3:37 (testo: Brave Brothers – musica: Brave Brothers, Elephant Kingdom)

## Formazione
- Bora – rapper
- Hyolyn – voce